# يهود فلسطينيون

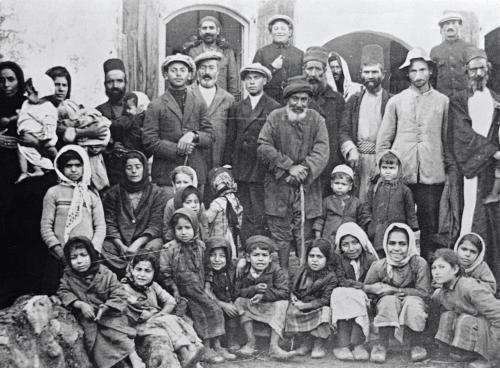
يهود من قرية البقيعة، فلسطين. 1930

اليهود الفلسطينيون هم نسل اليهود الذين كانوا يعيشون في فلسطين التاريخية كجزء من السكان الأصليين قبل بدء الهجرات الصهيونية في التاريخ الحديث، وهم بهذا لا يشملون الجزء الأكبر من اليهود الذين يسكنون اليوم في إسرائيل والمستوطنات الإسرائيلية والقدس الشرقية الذين هاجروا إلى فلسطين ضمن الهجرات الصهيونية أو ترجع أصولهم إلى هؤلاء المهاجرين. هؤلاء اليهود الفلسطينيون جزء لا يتجزء من الشعب الفلسطيني.
في حدود نهاية فترة الحكم العثماني، تمركزت المجتمعات يهودية محلية في أربع مدن "مقدسة" في فلسطين، هي صفد وطبريا والخليل والقدس، في الثلاثة الأولى منها كان المجتمعات العربية والأسبانية (لادينو) تغلب على طابع تلك المجتمعات، بل لعلها كانت تشكل الأكثرية، ولم يكن للمجتمع اليهودي الييديشي اليد العليا إلا في القدس بسبب هجرات العاطفة الدينية للأشكناز من روسيا وشرق أوروبا.

## تاريخ

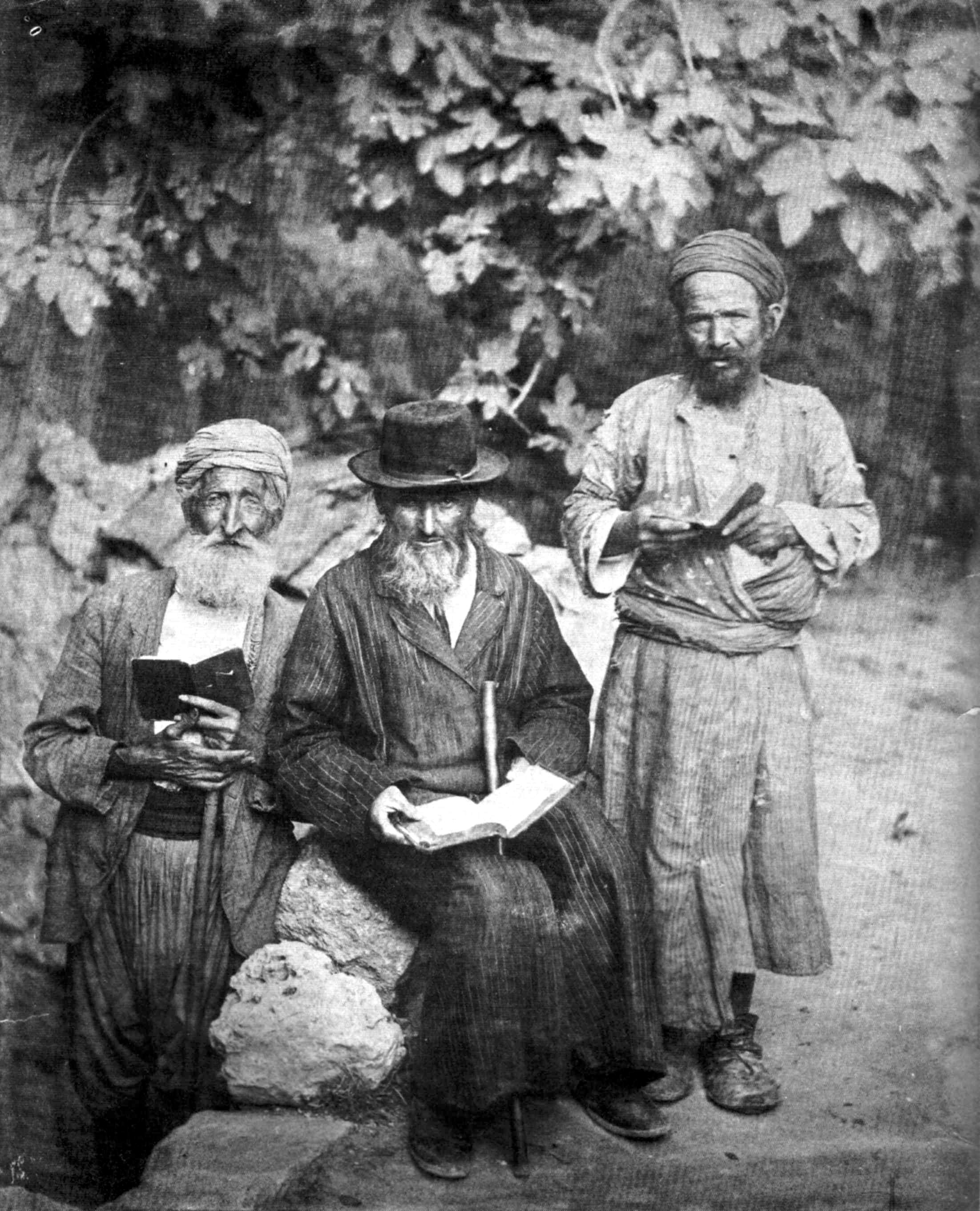
يهود فلسطينيون من القدس

يستدل المؤرخون العلميون (غير المتأثرون بالتاريخ المسرود في الكتب الدينية) على الوجود اليهودي في فلسطين عن طريق الآثار التاريخية والوسائل العلمية. ويرجعون وجودهم في المنطقة (مع غيرهم من الإثنيات) إلى القرن السادس قبل الميلاد على أقل تقدير[بحاجة لمصدر]. كانت اللغة السائدة آنذاك في فلسطين الأرامية.
منذ ذلك الحين، تعرض سكان فلسطين، إلى موجات من الغزوات المختلفة عبر العصور وكانوا تحت حكم العديد من الامبراطوريات التاريخية. خلال هذه الأحداث، اعتنق القسم الأكبر[بحاجة لمصدر] من اليهود الذين سكنوا فلسطين أدياناً أخرى أهمها الإسلام والمسيحية وأصبحت لغتهم الأم هي العربية[بحاجة لمصدر].
يُسمّى المجتمع اليهودي في فلسطين من سنة 70 م إلى 1881 م (عام بدء الهجرات الصهيونية الأولى) باليشوب القديم. وصل تعدادهم إلى 25000 في عام 1881 م وفقا للإحصائيات الرسمية للوكالة اليهودية.
ازدادت حدة التوتر إلى أعلى مستوياتها بين الطوائف اليهودية المؤيدة للصهيونية وبين المعارضة لها في فلسطين في العشرينات من القرن العشرين بعد اغتيال جاكوب دي هان المتحدث الرسمي باسم إسرائيل أغودات المعارضة لإقامة دولة يهودية.

## في الخطاب السياسي
تحدّث الخطاب السياسي الفلسطيني عن اليهود الفلسطينيون في عدّة سياقات، فمثلا ورد في الميثاق القومي الفلسطيني الصادر عام 1964: 

أما الميثاق الوطني الفلسطيني الصادر عام 1968 فلم يتطرق للإثنية، فنصت المادة السادسة منه 
الخطاب الرسمي الإسرائيلي تجاهل استعمال مصطلح 'اليهود الفلسطينيين' لأسباب سياسية وإيدولوجية، فالصهيونية تعتبر الهوية الدينية اليهودية هي القومية وهي الهوية الوطنية، ولأنه كان يريد إدماج اليهود الوافدين حديثاً كمواطنين أصليين إذاً لا فرق بينهم وبين اليهود المحليين.

## الوضع الرسمي
- عندما توجه ممثل العرب الفلسطينيين إلى الأمم المتحدة، جمال الحسيني سنة 1947، وافق على بقاء اليهود الذين عاشوا في فلسطين قبل صدور وعد بلفور في 2 نوفمبر (تشرين الثاني) 1917.[2] (بلغ عدد اليهود في فلسطين عشية صدور وعد بلفور 47000)
- ينص الميثاق الوطني الفلسطيني لمنظمة التحرير الفلسطينية في مادته السادسة على أن: «اليهود الذين كانوا يقيمون إقامة عادية في فلسطين حتى بدء الغزو الصهيوني لها يعتبرون فلسطينيين».[3] ولكنه لا يحدد تأريخه لبدء «الغزو الصهيوني» أهو سنة 1881 أم 2 نوفمبر 1917. والمادة الرابعة تقول: «الشخصية الفلسطينية صفة أصيلة لازمة لا تزول وهي تنتقل من الآباء إلى الأبناء وان الاحتلال الصهيوني وتشتيت الشعب العربي الفلسطيني نتيجة النكبات التي حلت به لا يفقدانه شخصيته وانتمائه الفلسطيني ولا ينفيانها»[4]، إذن هو يأكد أن هؤلاء اليهود ونسلهم من بعدهم يعتبرون فلسطينيين بالرغم من الصهيونية وقيام دولة إسرائيل.
- المؤرخة الإسرائيلية د. إيلانة شمير، تقول ان اليهود الذين عاشوا في فلسطين قبل نشوء الصهيونية لم يعرفوا شيئا عنها. هناك مجموعة واحدة من اليهود قدمت إلى فلسطين لدوافع دينية صرفة، هم يهود اليمن. فهؤلاء قدموا بدفعات غير كبيرة خلال القرن الثامن عشر والتاسع عشر لأنهم رأوا في «أرض إسرائيل، أرض الميعاد التي وعد الله بها اليهود من دون غيرهم».[2]
- مع بداية الهجرات الصهيونية، صار انتماء اليهود الفلسطينيين للصهيونية بمثابة انتماء قومي، وعدم الانتماء صار تهمة وأصبح صاحبه يدفع ثمنا باهظاً من النبذ والمقاطعة، بل وفي مرحلة معينة كانت الوكالة اليهودية تستطيع طرده.[2]
- مع قيام دولة إسرائيل في 1948 وبكونها قامت كوطن قومي لليهود من جميع أنحاء العالم، مُنِح اليهود الفلسطينيون الجنسية الإسرائيلية فأصبحوا مواطنين إسرائيليين كاملي الحقوق. غير أن بعض هؤلاء اليهود كانوا ضد الصهيونية ورفضوا الجنسية الإسرائيلية مما ولّد خلل وفراغ قانوني بالنسبة لإقامتهم في إسرائيل ما فتأت الحكومة الإسرائيلية بالضغط عليهم حتى أجبرتهم على التجنّس في الثمانينات من القرن العشرين.
- على عكس الوافدين اليهود (الذين يستأجرون أراضيهم وبيوتهم من الوكالة اليهودية) هؤلاء الإسرائيليون اليهود من أصل فلسطيني يتملكون أراضيهم وبيوتهم.
- لا يوجد أية إحصائيات حالية عن تعداد اليهود الفلسطينيين اليوم، فالإحصائيات الرسمية الإسرائيلية فقط تشير إلى عدد الإسرائيليين المولودين في إسرائيل والأراضي التي تحتلها، من دون أن تفرق بين اليهود الفلسطينيين وبين أبناء الوافدين الذين وُلِدوا محلياً بعد وفود آبائهم.

## الطوائف الحالية
من الصعب الحديث عن اليهود الفلسطينيين كوحدة واحدة في يومنا هذا. فهم لم يعودوا مجمعين في مكان واحد. لم يُعلِّموا أولادهم اللغة العربية. اختلطوا مع بقية اليهود الوافدين من مختلف أنحاء العالم، وذابت الكثير من عاداتهم وتقاليدهم. على الرغم من ذلك ما زال هناك بعض الطوائف التي تمسكت بعاداتها وثقافتها الفلسطينية ومنهم:

### اليهود السامريون
عددهم 1600 شخص (سنة 2011) موزعون بين مدينة نابلس ومنطقة حولون بالقرب من تل أبيب. وقد حملوا الجنسية الإسرائيلية لتسهيل التواصل بين السامريين في نابلس والسامريين في حولون.

### يهود البَدَتْز
ويعرفون أيضاً باسم يهود العِدَه: يهود أرثودكس حريديون، يسكنون في القدس وميا شعريم وبيت شيمش، ما زال قسم منهم يحافظ على لباسهم التقليدي، رفضوا الجنسية الإسرائيلية لغاية الثمانينات، يرفضون التصويت في الانتخابات الإسرائيلية، ويرفضون أيّة مساعدة مالية من الحكومة الإسرائيلية. أسسوا حركة ناطوري كارتا في سنة 1938، وهي حركة تعارض وجود دولة إسرائيل ويقدر عدد أعضائها في القدس بــ 5000 حسب المكتبة اليهودية الافتراضية.

## أعلام وشخصيات

الحاخام موشيه هيرش

- إسحاق شامي: قاص عربي يهودي فلسطيني، من أوائل كُتاب اللغة العبرية المعاصرة. ولد في 4 أغسطس سنة 1888م في مدينة الخليل لتاجر دمشقي، وتوفي في آذار/مارس سنة 1949م في مدينة حيفا.
- شموئيل طوليدانو: من مواليد طبريا في سنة 1921، لأبوين طبرانيين أبا عن جد. التحق بجهاز المخابرات العامة. ثم انتقل إلى المخابرات الخارجية (الموساد). وترقّى في المناصب حتى أصبح نائب رئيس هذا الجهاز. فيما بعد، أصبح مستشاراً للشؤون العربية لدى ثلاثة رؤساء حكومة في إسرائيل: ليفي أشكول وغولدا مائير وإسحق رابين. ثم ترك الخدمة الوظيفية وأصبح عضواً في الكنيست (البرلمان الإسرائيلي) في إطار حزب العمل. انتقل فيما بعد إلى حزب آخر جديد في الوسط اللبيرالي (داش). ثم بدأ الزحف يساراً إلى أحزاب اليسار، حتى وصل إلى حزب «مبام» (ميرتس اليوم)، وانضم إلى «مجلس السلام والأمن». ثم اختار الاعتزال السياسي، وهو اليوم يقيم في القدس. هو صاحب المقولة الشهيرة إلى رئيس أركان الجيش الإسرائيلي موشيه يعلون في سنة 2004: «الجيش تحت قيادتك فقد القيمة العليا: طهارة السلاح. الجنود تحت قيادتك يهدمون بيوت الفلسطينيين وينكلون بالمواطنين على الحواجز ويقتلون النساء والأطفال والناس الأبرياء».
- موشيه هيرش: حاخام، ولد في سنة 1923 في نيويورك ولكن من أب وأم يهود فلسطينيين، شغل منصب وزير للشؤون اليهودية في السلطة الوطنية الفلسطينية ومنصب مستشار للرئيس الراحل ياسر عرفات. تُوفِّيَ في 2 مايو 2010.
- أوري ديفيس: ولد في القدس سنة 1943، انضم إلى حركة فتح سنة 1984، وتعين بعيدها عضواً مراقباً في المجلس الوطني الفلسطيني. انتخب عضواً في المجلس الثوري لحركة فتح سنة 2009. يقدم نفسه بوصفه «فلسطينيا، عبرانيا، مناهضا للصهيونية، من أصل يهودي». يعيش أوري اليوم في مدينة رام الله مع زوجته الفلسطينية ميسر أبو علي.
- سلوم عمران: كاهن من طائفة اليهود السامريون، أخفى الرئيس الراحل ياسر عرفات عندما كان هارباً ومطارداً من الاحتلال الإسرائيلي، كان عضواً في المجلس التشريعي الفلسطيني حتى وفاته.
- جوليانو مير خميس: ولد في الناصرة سنة 1958، أسس 'مسرح الحرية' مع زكريا الزبيدي القائد العسكري السابق لـكتائب شهداء الأقصى في جنين سنة 2006، اغتيل أمام مسرحه سنة 2011. كان يقول عن نفسه: «أنا فلسطيني مئة بالمئة ويهودي مئة بالمئة».
- عائلة زيناتي: يسكنون في قرية البقيعة، وهم أقدم وأعرق العائلات اليهودية في فلسطين.[7]
- جوزيف روزنتال من أصل إيطالي ولد في صفد في فلسطين، أحد مؤسسي الحزب الشيوعي المصري.